# Саут (марсіанський кратер)
76°56′ пд. ш. 21°55′ сх. д. / 76.94° пд. ш. 21.91° сх. д.
Саут (марсіанський кратер) — ударний кратер у чотирикутнику Марса, що знаходиться на 76,9° південної широти та 21,9° східної довготи. Його діаметр становить 101,84 кілометра (63,28 милі), і він був названий на честь британського астронома сера Джеймса Саута (1785–1867). Назва була затверджена Робочою групою Міжнародного астрономічного союзу (МАС) з номенклатури планетарних систем у 1973 році.